# Christiansborg
 For alternative betydninger, se Fort Christiansborg.
Christiansborg Slot, eller blot Christiansborg, på Slotsholmen i det centrale København er hjemsted for Danmarks parlament, Folketinget, for Højesteret og Statsministeriet. Desuden anvender Kongehuset fortsat flere dele af Christiansborg, herunder De Kongelige Repræsentationslokaler, Slotskirken og De Kongelige Stalde.
Det nuværende slot er det seneste i en lang række bygninger, der har ligget på stedet siden 1100-tallet, og som siden 1400-tallet har været hjemsted for centralmagten i Danmark. Det rummer stadig statsmagtens vigtigste centrale institutioner og omtales ofte som Rigsborgen eller blot Borgen.
Christiansborg er nedbrændt og genopbygget to gange, og i nutidens Christiansborg indgår stadig dele fra de tre opførelser af slottet. Bygningerne omkring ridebanen (staldene, ridehuset og Teatermuseet i Hofteatret) er fra det første Christiansborg; det samme gælder Thorvaldsens Museum, som oprindelig var vogngård, men som nu fremstår meget anderledes. Fra det andet Christiansborg er Slotskirken den eneste hele bygning, der er tilbage. Der er dog en del detaljer og dele, som er blevet genbrugt forskellige steder.

## Historie

### Absalons borg
Ifølge Saxo Grammaticus blev den første borg på stedet opført i 1167 af Biskop Absalon af Roskilde, der forinden havde fået overdraget byen Havn af Kong Valdemar den Store. Borgen bestod af en op mod 5 meter høj ringmur, der omsluttede en borgplads med forskellige bygninger, blandt andet et palatium, kapel og forskellige mindre bygninger.
I 1182 testamenterede Absalon borgen til Roskilde bispestol til evig eje men forbeholdt sig dog selv livsvarig ret til at benytte borgen. Ved Absalons død i 1201 overgik borgen til Roskilde bispestol, men få årtier senere begyndte en langvarig magtkamp mellem kongemagten og kirken, hvor herredømmet over borg og by bølgede frem og tilbage mellem konge og biskop.
I 1368 blev borgen erobret af Hansestæderne og revet ned året efter.

### Københavns Slot
Oven på resterne af Absalons borg blev der i årene efter opført en ny borg, der med tiden kom til at bære navnet Københavns Slot. Roskildes biskopper beholdt ejendomsretten til borgen, indtil Kong Erik af Pommern i 1417 tiltog sig borgen og dermed – efter mere end 200 års stridigheder – definitivt sikrede ejendomsretten over fæstningsanlægget på Slotsholmen for kongemagten.
Det blev til den kongelige residens, da Christoffer af Bayern flyttede til København i 1443, og fra midten af 1400-tallet og frem fungerede Københavns slot som de danske kongers hovedresidens og centrum for regeringen. I de efterfølgende århundreder blev der udført talrige ombygninger og udvidelser af dette slot, og da Frederik 4. i 1700-tallet foretog endnu en gennemgribende ombygning, begyndte det gamle fundament at give efter. Det blev revet ned i 1731 for at give plads til et nyt pragtslot: det første Christiansborg Slot.
Slottet lå under det nuværende Christiansborgs hovedfløj, og ruinerne af Absalons borg og Københavns Slot blev udgravet, da det nuværende Christiansborg blev opført i begyndelsen af 1900-tallet. Der er offentlig adgang til de udgravede ruiner.

### Første Christiansborg
Da Christian 6. blev konge i 1730, var det gamle residensslot trangt og mørkt, og han besluttede at opføre et helt nyt slot fra bunden; det skulle blive det første Christiansborg. Slottets arkitekt blev Elias David Häusser som dog måtte overlade det meste af den indre indretning til Laurids de Thurah og Nicolai Eigtved.
Arbejdet begyndte i 1731 med nedbrydning af Københavns Slot. Der blev opkøbt og ryddet mange omkringliggende grunde, og der blev udført et omfattende piloteringsarbejde for at kunne bygge over den gamle voldgrav og de opfyldte arealer. Grundstenen blev lagt af kongen den 21. april 1733, og herefter var murerarbejdet i gang.
Slottet var klar til beboelse i 1740, og den 5. oktober blev også staldanlægget meldt klar til at huse kongens heste og vogne. Kongens indflytning fandt sted med pomp og pragt og kanonsalut den 26. november, hvor den kongelige familie flyttede ud fra den midlertidige bolig på Frederiksberg Slot.
Christiansborg stod nu som et prægtigt firfløjet rokokopalads med ridebaner og slotskirke samme sted som den nuværende. Det var ekstremt dyrt. Opførelsen kostede over halvdelen af et års indtægt for hele riget., eller som værdien af al ejendom på Sjælland.

#### Indretning
Slottet havde i alt 6 etager: Kælder, stueetagen (eller dameetagen), mezzanin, kongeetagen, kronprinsens etage og den øverste mezzanin; denne etageinddeling var overtaget fra Københavns Slot, men navngivningen var ny. Som navnet fortæller havde kongeparret lejligheder på kongeetagen med dronningens lejlighed i nordfløjen (mod slotskirken). Resten af etagen var fordelt på kongens private rum, repræsentationssale samt højesteretssalen. Dameetagen var indrettet med kontorer og øverst oppe boede personalet.

#### Første brand
I godt 50 år udfoldede der sig et storslået hofliv på slottet. Men den 26. februar 1794 udbrød der brand i en skorsten ved arveprinsens gemakker i hovedfløjen. Branden udviklede sig voldsomt over de næste timer, og en stor menneskemængde arbejdede for et redde ikke bare slottet og det værdifulde indbo, men også de omkringliggende bydele, som gløderne regnede ned over.
Slottet med slotskirken udbrændte, og der blev lidt store tab af mange af slottets beboere. Der gik store mængder af kongens indbo og kunstværker tabt.

### Andet Christiansborg
Efter branden i 1794 blev der taget adskillige initiativer til at få opført et nyt slot, men situationen blev yderligere forværret året efter af Københavns brand. Endelig i 1803 nedsatte kongen, Christian 7., en kommission som skulle planlægge og overvåge opførelsen af dels et nyt slot og dels et nyt kombineret rådhus og domhus for København.
Det andet Christiansborg blev tegnet af C.F. Hansen som havde indsendt et projektforslag i 1800. En stor del af ydermurene og de indre skillevægge overlevede branden og blev genbrugt i det nye slot. En væsentlig forskel var at tårnet og fløjen mod ridebanen blev stort set fjernet. I det tidligere slot var denne fløj den største, men i C.F. Hansens forslag blev den åbnet og de to tilbageværende sidefløje blev forbundet med en kolonnade. Slottet blev af den grund en del mindre end det foregående og det betød også at hovedindgangen nu blev i facaden ud mod Slotspladsen.
Den moderne stil var klassicismen som havde andre stilmæssige idealer end de foregående tiders rokoko og barok. Man ville gerne have større ubrudte murflader og der blev blandt andet opnået ved at reducere antallet af vinduesfag i facaden mod Slotspladsen. Sammen med andre arkitektoniske kunstgreb fik han genanvendt det brændte murværk og alligevel skabt en bygning med et helt andet udtryk.

#### Indretning
Slottet havde samme 6 etages inddeling som det første Christiansborg. Igen blev kongeboligen indrettet på kongeetagen som i grove træk fik en opdeling med dronningens private gemakker i nordfløjen mod Slotskirken, kongens private gemakker mod Slotspladsen, samt riddersalen og andre sale i sydfløjen mod Kancellibygningen. Kronprinsens etage kom i første omgang til at stå tom, da der ikke var nogen kronprins. Dameetagen indholdt administration, men kom senere til også at huse Rigsdagen og Højesteret. Hovedindgangen var ved porten fra Slotspladsen hvorfra Kongetrappen førte op til dels kongens egen lejlighed og dels repræsentationslokalerne. Der var også en indgang i nordfløjen i slotsgården hvorfra Dronningetrappen førte op.
Slotskirken blev også genopført ud fra de gamle mure selvom der havde været planer om at nøjes med et mindre kapel.

#### Anvendelse
Da store dele af byen var brændt næsten samtidig med det første Christiansborg kom det til at tage en del tid før slottets genopbygning kunne begynde. Ruinen, de tilstødende bygninger og pladserne omkring den blev brugt til mangt og meget i den ødelagte by – i kælderen blev der for eksempel oprettet midlertidige boliger. Da bygningsarbejdet endelig begyndte, kom det til at tage nær 25 år, men den 1. november 1828 var slottet i det mindste så færdigt at det kunne indvies.
Men kongen udviste ikke den store interesse for slottet. Efter det brændende slot måtte evakueres, havde kongefamilien fået bolig på Amalienborg og der følte man sig vel tilrette. Heller ikke Frederik 6., som formelt blev konge i 1808, eller Christian 8., som var vokset op på Amalienborg, havde lyst til at flytte permanent til Christiansborg. På trods af det, gjorde indretningen dog slottet til et kongeslot og det blev da også brugt til repræsentation og indkvartering af gæster. Det blev først Frederik 7. som rigtig tog Christiansborg i brug efter han blev konge i 1848; blandt andet samlede han hoffets administration på slottet. Selv flyttede kongen dog ofte rundt og brugte mest Christiansborg som vinterresidens.
Det var på den tid, at begivenhederne ved landets overgang fra enevælde til folkestyre udspillede sig. I marts 1848 samledes et folketog foran Christiansborg, der resulterede i, at Danmark fik sin første demokratiske grundlov. Da enevælden ophørte forsvandt også kongens fuldstændige ret til at benytte statens ejendom og indtægter, og slottet blev derefter ved lov overdraget til Indenrigsministeriet, da det ikke kunne vedligeholdes indenfor rammerne af kongens privatbudget. Overdragelsen krævede mange overvejelser fordi der måtte tages hensyn til praktiske og økonomiske forhold for både kongen og staten. Herefter var slottet altså statens ejendom, men kongen havde brugsret og skulle betale den indre vedligeholdelse. Det endte med at Kongen afstod en stor del af slottet til Rigsdagen, som begyndte sin virksomhed i januar 1850 i den samme fløj af Christiansborg som den, hvor Folketingssalen i dag ligger.

#### Anden brand
Det andet Christiansborg brændte den 3. oktober 1884. Man havde ellers været opmærksom på brandfare belært af erfaringer med det første Christiansborg. Således var der brandmure, jerndøre, vagter, og slukningsmateriel, men bygningen havde den svaghed at der var en mængde hulrum som ilden kunne brede sig igennem. Branden opstod i nærheden af Rigsdagssalen og igen var det en kakkelovn der forårsagede den. Den spredte sig langs midterfløjen og sydfløjen og efter en tid opgav man at redde slottet og koncentrerede sig i stedet om kirken og ridebanekomplekset, som det lykkedes at redde ved en dramatisk indsats. Ilden var dog undervejs blevet sinket så meget i sin udvikling at store dele af slottet nåede at blive nogenlunde tømt for indbo, arkivalier, bøger, sølvtøj m.v., så tabene blev ikke nær så store som ved den forrige brand.

### Tredje Christiansborg
Tiderne var nu meget anderledes end ved den foregående genopførelse (dvs. bygningen af det andet Christiansborg, der var blevet påbegyndt i 1806). Der var indført demokrati, og talrige partier og interessegrupper havde holdninger til, hvordan det næste Christiansborg skulle se ud. Det politiske billede var præget af spændinger mellem Højre og Forenede Venstre, og de to grupper havde forskelligt syn navnlig på sammenblandingen af kongeslot og parlamentsbygning.

#### Planer om genopbygning
Umiddelbart efter branden skulle der skaffes alternative hjemsteder til Christiansborgs institutioner, men man regnede med at det blev kortvarigt og midlertidigt, da der blev hurtigt sendt bud efter den danskfødte arkitekt Theophilus Hansen, som blev bedt om et forslag til et nyt slot.
Landstinget afviste imidlertid Hansens forslag, og på trods af, at han forsøgte at modificere det, blev han sat ud af spillet, da man i 1887 vedtog en lov om en åben konkurrence. Theophilus Hansen havde svært ved at acceptere dette afslag, og han indsendte de følgende år flere oplæg, som blev stadig mere urealistiske.
Der indløb dog ikke nogen tilfredsstillende forslag, og man prøvede derfor endnu en konkurrence med mindre stringente krav. Et forslag af Ferdinand Meldahl og Albert Jensen var ganske lovende, men af forskellige praktiske og politiske årsager blev anlægsloven ikke vedtaget før systemskiftet i 1901, hvor Venstre dannede regering. Nu stod genopbygningen højt på dagsordnen, og den 6. oktober 1903 vedtog Rigsdagen en lov, hvori det hed at Christiansborg Slot bliver at genopføre således, at der navnlig tilvejebringes, enten samlet eller adskilt, de fornødne bygninger dels til brug for kongen for repræsentation og lignende øjemed, dels til brug for Rigsdagen. Der blev nedsat en kommission og iværksat endnu en konkurrence på trods af stadige diskussioner om, hvad Christiansborg egentlig skulle indeholde. Den store anstødssten var sammenblandingen af rigsdag og kongeslot, som mødte kraftig kritik både fra politisk hold, idet Rigsdagens medlemmer ikke ville bo som gæster i kongens slot, og dels fra arkitekter, som fremførte, at de forskellige funktioner burde fordeles på forskellige bygninger med forskellige arkitektoniske udtryk. Kommissionen havde 26 medlemmer, men kun få af disse – fem – var arkitekter. De fem arkitekter var professorerne Hans J. Holm, Ferdinand Meldahl og H.B. Storck, Ulrik Plesner samt Axel Berg.

#### Konkurrencen 1904-05
Trods kritikken blev konkurrencen gennemført 1904-05. Ifølge arkitekten Carl Brummer, som havde citatet fra Hans J. Holms assistent Jesper Tvede, sagde Hans J. Holm ved den første ophængning af de indkomne forslag: "Nu gælder det ikke om at finde det bedste Projekt, men om at finde, hvem der staar bagved Projekterne, for at vi kan faa den rette Mand til at bygge Slottet." Holm hentydede til arkitekt Martin Nyrop som den "rette mand", og konkurrencen om slottet blev i høj grad en afspejling af tidens konflikt mellem de historicistiske arkitekter, som Meldahl repræsenterede, og nationalromantikerne, som Nyrop tilhørte. Carl Brummer havde arbejdet for Meldahl, men identificerede sig ikke med nogen af fløjene.
Deltagerne i konkurrencen deltog anonymt. Martin Nyrops projekt viste sig at være overraskende ringe. Kommissionen præmierede tre projekter i første række og to projekter i anden række. I første række kom de tre bidrag fra Martin Nyrop, Andreas Clemmensen og Thorvald Jørgensen. I anden række var de præmierede bidrag et projekt af Christian Sylow og Vilhelm Fischer og et af Carl Brummer og V.J. Mørk-Hansen. Ifølge Brummer selv blev hans og og Mørk-Hansens anonymitet brudt ved en indiskretion. Kommissionen havde gættet på, at Brummers og Mørk-Hansens projekt var tegnet af Johannes Magdahl Nielsen, og placeret det i første række, men da den opdagede dets egentlige ophavsmænd, blev det skudt ned i anden række. Brummer fortæller, at han havde ladet sit og Mørk-Hansens projekt fotografere og vist fotografierne til arkitekt Caspar Leuning Borch. Borch var imidlertid ven med Axel Berg, til hvem han afslørede projektets ophav.
Kun de tre arkitekter med bidrag præmieret i første række blev inviteret til at gå videre med projekterne. De indsendte projekter kunne ifølge betingelserne ikke offentliggøres. Denne bestemmelse vakte stor kritik i offentligheden, og bl.a. Mørk-Hansen og Brummer indrykkede 8. april 1905 et læserbrev i Nationaltidende, hvori de forlangte en offentlig udstilling af projekterne. Kritikken fik effekt, og allerede i slutningen af april blev en udstilling arrangeret. Offentliggørelsen medførte, at Brummer og Mørk-Hansens projekt blev udpeget som det bedste af flere dagblade. Christian Brandstrup roste i Politiken 21. april 1905 projektet i høje toner og fandt, at det var begået en "haarrejsende Uretfærdighed" mod Brummer og Mørk-Hansen. Også Berlingske Tidendes var i sin omtale 9. maj 1905 kritisk over for tilsidesættelsen af de to arkitekters slotsprojekt. Politiken afholdt en afstemning blandt sine læsere. Den fik 1464 besvarelser, hvoraf de fleste talte for endnu en konkurrence. Med hensyn til projekterne, blev Brummer og Mørk-Hansens projekt sejrherre med 774 stemmer. Thorvald Jørgensens fik 366 stemmer, mens Andreas Clemmensen måtte nøjes med 78.
I Brummer og Mørk-Hansens projekt var facaden mod Slotspladsen en reduceret version af C.F. Hansens slotsfacade – dog med rigere skulpturel dekoration -, mens facaden mod ridebanen var betydeligt mere barok. Denne facade skulle have to halvrunde risalitter som afslutning på sidefløjene, der blev forbundet af en lavere fløj med galleri og attika. Taget var valmtag mod Slotspladsen, men mansardtag mod ridebanen. Slottet skulle have et tårn som det første Christiansborg med et spir inspireret af Christians Kirkes. De to arkitekter havde i 1903 foretaget en rejse til Tyskland for at få indtryk af slotte, som kunne omsættes til et ny Christiansborg. I sin anmeldelse i Berlingske Tidende 26. april 1905 var også kunsthistorikeren Vilhelm Wanscher begejstret for den barokke virkning i Brummers og Mørk-Hansens projekt. På grund af den vedvarende kritik at konkurrencens resultater afholdt Akademisk Arkitektforening et møde om emnet, hvor også P.V. Jensen Klint meldte sig i koret af kritikere og gav sin tilslutning til Brummer-Mørk-Hansen-projektet.
Det endte med, at man i april 1906 vedtog Thorvald Jørgensens forslag på trods af mange højlydte protester mod både bygningens udseende og indhold.
Resultatet var, at slottet skulle indeholde de samme funktioner som før branden: Rigsdagen, Højesteret og de omdiskuterede repræsentationslokaler for kongen. Kongens lokaler var først tænkt udelukkende til repræsentative formål, men det ændrede sig da Christian X efter sin tiltræden i 1912 meddelte, at han gerne ville have bolig på slottet og flytte ind. I 1922, da opførelsen var i gang, ændrede kongen dog mening – formodentlig som efterspil til Påskekrisen – og besluttede nu, at han alligevel ville blive boende på Amalienborg. Arbejdet med repræsentationslokalerne fortsatte dog med mindre ændringer.

#### Opførelsen
Man begyndte opførelsen af det tredje Christiansborg i efteråret 1906, godt 20 år efter det var brændt. Det blev bygget på samme fundament – og til dels med samme ydermure – som de to foregående slotte; det er i det hele taget beundringsværdigt, at disse dele af ydermurene fra 1736 har overlevet to store brande og nu indgår i deres tredje slot.
Den første tid gik med at nedrive de dele af ruinen, som ikke skulle genanvendes, og den 15. november 1907 blev grundstenen lagt. Derefter begyndte murerarbejdet, men det betød ikke, at projektet var fastlagt. Dels kom der nogle teknisk betingede ændringer som f.eks. overdækningen af ruinerne fra Københavns Slot, opførelsen af en fælles varmecentral eller tilpasninger af trafikforholdene. Men de mest synlige ændringer kom fra Thorvald Jørgensen selv, hvoraf særlig tre beslutninger ændrede væsentligt på bygningens udseende: De karakteristiske buede risalitter (fremspring) mod Slotspladsen blev tilføjet, facadebeklædningen blev ændret fra puds til granit, og taget ændredes fra valmtag til mansardtag. Stilen endte med at blive mere udpræget nybarok, og bygningens tyngde og soliditet skulle understrege slottets betydning som rigets politiske midtpunkt.
Fra politisk hold kom specielt den indre indretning ud i stormfulde diskussioner, både hvad angår rumfordeling og udsmykning. Også kongens skiftende holdninger til sin residens gav ændringer i projektet. Arbejdskampe stødte også til arkitektens problemer, første gang i oktober 1910, da murerarbejdsmændene gik i strejke, og siden kom det til flere arbejdsnedlæggelser blandt murere og elektrikere.
Arbejdet skred dog alligevel fremad, og da grundlovsændringen i 1915 forøgede antallet af medlemmer i rigsdagen, koncentrerede man sig om at få rigsdagsfløjen færdig til indflytning ved det næstkommende valg i 1918. Højesteret kunne tage sine lokaler i brug i 1919. Bygningen blev formelt overdraget til staten den 16. december 1927, men var da endnu ikke færdig. Kongen kunne tage sine repræsentationslokaler i anvendelse den 12. januar 1928, og hermed blev slottet officielt anset som færdigt.
Der blev dog snart foretaget yderligere ændringer, som da man i 1934 satte to ekstra kroner på tårnet og i 1937 udskiftede det sorte tegltag med kobber.

## Bygningsbeskrivelse
Slotsbygningen er trefløjet og gennemskæres af to porte: Kongeporten og Dronningeporten, som forbinder den indre slotsgård med henholdsvis Slotspladsen og Prins Jørgens Gård. Kongeporten har ikke så megen funktion, da ingen af slottets hovedafsnit har indgang herfra; dog har Kongeporten indgangen til den underjordiske udstilling af de gamle slotsruiner. Dronningeporten er hovedindgang til de kongelige lokaler i nordfløjen.
Højesteret har sin hovedindgang i Prins Jørgens Gård og her har man genbrugt indgangspartiet fra Kongeporten på det tidligere slot, som dog nu er blevet løftet op til en placering for enden af indgangstrappen. Indgangen til Folketinget er placeret i Rigsdagsgården.
Slottet er forbundet til de omgivne bygninger med tre løngangsbygninger: Mod Slotskirken finder man Kirkeløngangen, og i Rigsdagsgården findes dels Kavalerløngangen (også kaldet Zahlkammerbygningen eller Kancelliløngangen), som danner forbindelse til det gamle Rigsarkiv, og dels Kunstkammerløngangen. Løngangsbygningerne i Rigsdagsgården blev i det tredje Christiansborg indrettet med lejligheder til formændene for de to rigsdagskamre.
Tårnet er med sine 106 meter det højeste i København (knap en meter højere end tårnet på Københavns Rådhus). Formen udstrålede oprindelig en massiv tyngde, men udtrykket ændredes noget i 1934 da man tilføjede en vindfløj og to ekstra kroner. Skelettet er støbt i jernbeton og er noget af det ældste betonbyggeri der findes i Danmark.

### Materialer og udsmykning
Facaderne er beklædt med granit; dog med undtagelse af de nedre etager i Prins Jørgens gård, hvor man har valgt at bruge sandsten som blev genanvendt fra det tidligere slot. Granit har den fordel at det er meget vejrbestandigt og stort set vedligeholdelsesfrit, men samtidig medfører det dog at de dekorative elementer er ret grove, da denne sten ikke egner sig til udhugning af finere detaljer. På stue- og kælderetagen er der anvendt sten som på opfordring blev samlet og indleveret fra over 700 forskellige sogne i Danmark. De mange forskellige sten giver et vist farvespil som understreges af, at ydersiden af stene er groft tilhuggede og derfor har en naturlig ru overflade.
Det meste af stenhuggerarbejdet til facadens ornamentering er frembragt af billedhuggeren Anders Bundgaard. Over hvert vindue i det meste af stueetagen (Prins Jørgens Gård undtaget) er placeret granitmasker af fremtrædende mænd i den danske historie (heriblandt bl.a. Absalon, Tycho Brahe, Grundtvig, Blicher, Tietgen og Dalgas). I flokken finder man også grundlovsfædrene som alle er placeret omkring Folketingets indgang i Rigsdagsgården. Herunder ses den komplette liste over ansigter:
Mod slotspladsen:
Nærmest ved Slotskirken Biskop J. P. Munster og derefter i rækkefølge (hvorved dog bemærkes, at de to over porten anbragte masker ikke er protrætter): Hans Tausen, Peder Oxe, Anders Sørensen Vedel, Tycho Brahe, Niels Juel, Daniel Rantzau, Adam Oehlenschlæger, Arkitekt C. F. Harsdorff, General O. C. Bülow, C. V. Eckersberg, Bertel Thorvaldsen, J. P. E. Hartmann, Ludvig Holberg, Søren Kierkegaard, Professor N. I. Fjord, Peder Tordenskjold, J. N. Madvig, Absalon, Chr. D. Reventlow, Thomas Kingo.
Mod Rigsdagsgaarden:
Nærmest ved forbindelsesbygningen med ministerialbygningen J. C. Drewsen og derefter: L. N. Hvidt, C. Hall, Balthazar Christensen, Orla Lehmann, J. F. Schouw, A. F. Tscherning, C. C. G. Andræ, A. F. Krieger, V. Bjerring, Algreen Ussing, C. N. David, H. N. Clausen, P. D. Bruun, P. G. Bang, D. G. Monrad.
Mod Ridebanen:
Nærmest ved Rigsdagsgaarden Joh. Ewald og derefter: St. St. Blicher, C. F. Tietgen, N. F. S. Grundtvig, H. C. Ørsted, Niels Finsen, Niels W. Gade, E. Dalgas, H. C. Andersen, Fr. Paludan-Müller, og derefter over højesterets vinduer: A. P. Bernstorff, Peder Reedtz, J. E. Larsen, Kr. Colbjørnsen, Kofod Anker, Peder Griffenfeldt, A. S. Ørsted, J. Nellemann, Henrik Stampe, A. V. Scheel.
Over indgangen til Folketinget finder man fire atlanter i granit som bærer balkonen ovenover; dette indgangsparti betegnes folkeligt som "Smertens Port". Figurrækkens oprindelige navn var "Det Daglige Slid" og skulle udgøre en stærk komposition som modspil til det tunge granitslot. Men de fortvivlede stenansigter skabte så stor forfærdelse ved deres afsløring, at der blev indsamlet penge til deres borthugning. Figurerne eksisterer dog endnu og er i folkemunde blevet navngivet som "Ørepine", "Hovedpine", "Mavepine" og "Tandpine".

## Indvendig indretning
Slottet er i grove træk delt på midten med Folketingets lokaler i sydfløjen og Kongehusets lokaler i nordfløjen. Der er seks etager, ligesom de tidligere slotte, men de er anderledes fordelt. Hovedetagen er 1. salen, Beletagen, som i begge fløje indeholder de mest betydelige rum.
Kongefløjen indeholder udover De Kongelige Repræsentationslokaler desuden Højesteret, som ligger i stueetagen, samt Statsministeriet, som er placeret i de lokaler, som oprindelig var tænkt som monarkens private lejlighed oven over De Kongelige Repræsentationslokaler.

### Folketinget
I rigsdagsfløjen er der en gennemgående vandrehal som afsluttes i øst af Folketingssalen og i vest af den tidligere Landstingssal. Langs Vandrehallen er der forskellige lokaler såsom formandens værelse og Folketingets sekretariat.

#### Folketingssalen
Salen blev indviet i 1918 hvor man afholdt det første møde den 28. maj. Medlemmernes stole er placeret i hesteskoformede rækker med formands- og talerstolen i midten mod ydervæggen til slotspladsen. Til siderne er der loger i flere etager som er fordelt til bl.a. pressen, kongehuset, tidligere medlemmer og offentligheden. Talerstolen er fremstillet af én stor egestamme som oprindelig har været en del af en stubmølle på Møn. Folketingssalen rækker gennem tre etager og interiøret præges af væggenes egetræspaneler og de store stukarbejder på overvæggene og i loftet. På væggen bag talerstolen er der dels de store afstemningstavler og dels et billedtæppe fremstillet af kunstneren Berit Hjelholt. På den modsatte væg hænger to landsskabsmalerier som er udført af Olaf Rude.
Medlemmerne har faste pladser og man forsøger at fordele dem efter politisk observans så "venstre-" og "højreorienterede" sidder til hhv. venstre og højre (set fra talerstolen). Derudover fordeles pladserne typisk så ordførere og medlemmer med høj anciennitet sidder forrest og nærmest talerstolen. Fordelingen bliver således vanskeligere jo flere forskellige partier der er repræsenteret og ligeledes hvis der skal skaffes flere pladser til ministre som ikke er folketingsmedlemmer.

### De Kongelige Repræsentationslokaler
Kongehusets repræsentationslokaler ligger i kongefløjens stueetage og på førstesalen. Lokalerne bruges af Kongehuset til officielle arrangementer som gallamiddage, aftenselskaber, nytårskur, ambassadørmodtagelser, audienser og statsråd.
Der er adgang til De Kongelige Repræsentationslokaler gennem Dronningeporten. Herfra fører to hovedtrapper videre op i kongefløjen: Dels Kongetrappen, som via Drabantsalen udgør hovedadgangen til Repræsentationslokalerne, dels Dronningetrappen som er mindre, og som fører videre op til de øvre etager.
I stueetagen for foden af Kongetrappen ligger Audiensgemakket og Statsrådssalen. På førstesalen ligger blandt andet Tronsalen, Riddersalen, Taffelsalen, Biblioteket og Alexandersalen.
De Kongelige Repræsentationslokaler rummer malerier, gobeliner og kunstværker af danske kunstnere som Nicolai Abildgaard, Bertel Thorvaldsen, C.W. Eckersberg, Laurits Tuxen, Joakim Skovgaard og Bjørn Nørgaard. Lokalerne rummer desuden adskillige møbler og inventardele, der stammer fra det andet Christiansborg.

#### Tronsalen
Den ovale tronsal ligger midt i hovedfløjen ud mod slotspladsen. Salens to tronstole er tegnet af C.F. Hansen og stammer fra det andet Christiansborg. Tronsalen anvendes i forbindelse med nytårskuren og til ambassadørmodtagelser. Desuden er der tradition for, at nytiltrådte regenter udråbes fra Tronsalens balkon.

#### Riddersalen
Riddersalen er Christiansborgs største rum med en længde på 40 meter og loftshøjde på 10 meter. Der er plads til cirka 400 spisende gæster i salen, der anvendes til receptioner, kongelige aftenselskaber og gallamiddage i forbindelse med statsbesøg.
Loftet er udført med store stukarbejder og malerier af Kræsten Iversen; marmorgulvet er genbrugt fra Det Kongelige Bibliotek som blev ombygget i 1910. Da Riddersalen blev opført blev væggene dekoreret med gobeliner fra Rosenborgs riddersal, men i 2000 blev Dronning Margrethes Gobeliner ophængt. Disse 17 gobeliner med motiver fra Danmarks historie var Dansk Industris gave til Dronning Margrethe ved hendes 50-års fødselsdag i 1990. Gobelinerne er vævet efter forlæg af Bjørn Nørgaard. Bjørn Nørgaards skitser og kartoner i naturlig størrelse blev efterfølgende erhvervet af Kunstmuseet Køge Skitsesamling, hvor de indgår som en del af de permanente udstillinger.

#### Alexandersalen
Alexandersalen er opkaldt efter Bertel Thorvaldsens marmorfrise Alexander den Stores indtog i Babylon, der var opsat på det andet Christiansborg. Frisen overlevede delvist branden og blev restaureret og genopsat på det nuværende slot.
Alexandersalen anvendes til mindre receptioner og officielle middage.

### Christiansborg-armaturet
Ved genopbygningen efter branden i 1884 blev der tegnet et særligt armatur til slottet, som blev navngivet Christiansborg-armaturet. Det blev let moderniseret i 1930, men bruges i øvrigt fortsat i dag som en klassisk dansk vandhane på Christiansborg og i andre ældre bygninger.

## Bygninger omkring slottet
Bygningskomplekset omkring selve Christiansborg Slot fremviser de forskellige arkitektoniske stilarter som har været fremherskende for de tre forskellige slotte.

### Staldene
Der har været et betydeligt hestehold på slottet og derfor også et betydeligt staldanlæg. Det meste af stueetagen i ridebanebygningerne, inklusiv rundingerne mod Marmorbroen var således staldanlæg med plads til i alt 87 rideheste og 165 køreheste. Dele af dette staldanlæg står endnu uforandret med sit ekstravagante udstyr af marmorsøjler og marmorkrypper; andre dele er indrettet til vognmuseum med de gamle hestekøretøjer. Endelig er nogle dele omdannet til andre formål som kontorer og garager for kongehusets biler. Hestehold er der stadig med et antal heste som benyttes af Kongehuset. En periode efter 1988 var Københavns Politis Rytteriafdelings heste også opstaldet.

### Ridehuset
Ridehuset ligger i den nordlige ridebanefløj, over for Hofteatret. Indretningen er stort set ikke ændret siden det blev opført sammen med det første Christiansborg. Det er opført med kongestol og balkon så tilskuerede har kunnet overvære de rideøvelser og konkurrencer der blev afholdt. Kongestolen er bemærkelsesværdig fordi det er af de få bevarede rum med original indretning fra det første slot.
Ridehuset anvendes fortsat til at træne hestene i De Kongelige Stalde. Desuden bruges rummet lejlighedsvis til forskellige kulturelle arrangementer som teater- og operaforestillinger.

### Hofteatret
Allerede Københavns Slot havde fået indrettet et teater, men det var ikke med i det oprindelige Christiansborg. Christian 7. begyndte at få opført forestillinger i spisesalen og det udviklede sig så man i 1766 besluttede at indrette et egentligt slotsteater. Et rum, som var opført som seletøjslager, over staldene i den sydlige ridebanefløj blev nu ombygget til teatersal. Rummet blev indrettet af arkitekten Nicolas-Henri Jardin og indviet i januar 1767. Man ved ikke meget om det oprindelige udseende, for der kendes ingen billeder eller detaljerede beskrivelser, og i 1842 blev teatret ombygget. Det kom efterhånden til at fungere som anneksscene til Det Kongelige Teater og i 1881 blev det lukket og det meste af inventaret solgt. Siden 1922 har bygningen huset Teatermuseet i Hofteatret og teatersalen bruges nu lejlighedsvis til foredrag, tv-udsendelser og teaterforestillinger.

### Marmorbroen og pavillonerne
Marmorbroen over Frederiksholms Kanal er tegnet af Nicolai Eigtved og opført sammen med det første Christiansborg i perioden 1739-1745. Det var oprindelig slottets hovedindgang og derfor skulle gøre indtryk på slottets besøgende. Hvor den lander på Slotsholmen er den flankeret af to pavilloner smykket med skulpturarbejder som skal give indgangspartiet en arkitektonisk helhed. Oprindelig var der en stor gitterport monteret mellem pavillonerne, men da den var fremstillet af jern rustede den med tiden. Den blev fjernet i 1830'erne.
Broen er bygget af sandsten og har være renoveret adskillige gange. Den seneste gennemgribende restaurering foregik i perioden 1970-95.

### Slotskirken
Slotskirken hører til de dele af Christiansborg, der står til rådighed for Kongehuset. Den anvendes til kirkelige ceremonier for kongefamiliens medlemmer, hovedsageligt dåb, konfirmation og castrum doloris. Desuden anvendes den af Folketinget til gudstjeneste i forbindelse med Folketingets åbning.
Allerede på Absalons borg og Københavns Slot var der kirker. Med opførelsen af det første Christiansborg blev slotskirken flyttet ud i en selvstændig bygning forbundet med selve slottet ved en løngang. Denne kirke blev ødelagt under branden i 1794. På trods af en beslutning om nedrive kirken, blev den genopbygget. Den oprindelige kirkebygning skildte sig ikke ud fra resten af slottet, så der var intet arkitektonisk, der fremhævede dens funktion. Det blev anderledes efter C.F. Hansens genrejsning: Nu fik den kuppel, store ubrudte vægflader og en tempelindgang med fire søjler.
Den 7. juni 1992 udbrød brand i kirken som følge af en nødraket affyret under pinsekarnevalet. Taget udbrændte og der var betydelige skader på interiøret og murene. Kirken blev genopført som den havde set ud før branden, og det var et både vanskeligt og vellykket rekonstruktionsarbejde. Den blev genindviet af dronning Margrethe den 14. januar 1997.

### Vogngården
Vogngården var også en del af det første Christiansborg, men i 1838 overdrog kongen det til indretning af Thorvaldsens Museum. Bygningerne havde overlevet branden i 1794, men var i dårlig forfatning. Som vogngård havde den været opdelt i to parallelle fløje som C.F. Hansen lukkede med to endefløje med køreporte. Bygningen blev totalt ombygget i forbindelse med omdannelsen til museum.

## Slotsforvaltere på Christiansborg Slot
Denne liste er ufuldstændig; hjælp gerne med at udfylde den.
| Navn                      | Periode     |
| ------------------------- | ----------- |
| Mouritz Christian Fischer | 1745 –      |
| Johann Gether             |             |
| Isaak Hansen              | 1820 –      |
| Theodor Zeltner           | 1854 – 1904 |
| Axel Erhard Petersen      | –           |
| Otto F. Zeltner           | 1904 –      |
| K.V. de Fine Licht        | 1943 – 1971 |
| Ole Nørring               | – 2003      |
| Jens Greve                | 2003 – 2015 |
| Ole Bent Pedersen         | 2022 -      |